# Juror No. 2
Juror #2 (o Juror Nº2 o Jurat número 2) és el títol de la pel·lícula de suspens i drama judicial estatunidenc, dirigida per Clint Eastwood, escrita per Jonathan Abrams i protagonitzada per Nicholas Hoult i Toni Collette. La premier mundial fou el 27 d'octubre de 2024 al TCL Chinese Theatre com a tancament de la 38a edició del festival de cinema AFI Fest 2024; A Espanya arribà a la gran pantalla el 31 d'octubre del 2024, i un dia després, 1 de novembre del 2024, s'estrenà als Estats Units. S'ha subtitulat al català.
La pel·lícula està distribuïda per Warner Bros, amb una coproducció amb Dichotomy Films, Gotham Group i Malpaso Productions. Eastwood també exercirà com a productor al costat d'Adam Goodman, Tim Moore i Jessica Meier, mentre que Ellen Goldsmith-Vein i Jeremy Bell exerceixen com a productors executius. Per a Eastwood serà la seva pel·lícula quaranta-sisena com a director i la que, amb total probabilitat, posarà el punt final a una carrera irreprotxable.

## Argument
A Savannah, Geòrgia, el periodista i alcohòlic en recuperació Justin Kemp (Hoult) és convocat per formar part del jurat en un cas relacionat amb la mort de Kendall Carter, qui, un any abans, va tenir una baralla amb el seu xicot James Sythe en un bar local i després va ser trobada morta sota un pont. Sythe està acusat de l'assassinat d'alt perfil.
Faith Killebrew, que espera atraure els votants amb una condemna per violència domèstica d'alt perfil en la seva candidatura a fiscal de districte, actua com a fiscal. Els testimonis confirmen que Sythe estava borratxo i va alterar l'ordre públic la nit en qüestió i que va seguir Kendall després que ella marxés enfadada. A més, el forense testifica que les seves lesions eren compatibles amb una agressió amb un objecte contundent, i un testimoni ocular afirma haver vist Sythe des d'on es va llançar el cos de Kendall.
Justin, que no sabia res del cas, es dóna compte que ell mateix podria ser l'assassí de Kendall perquè, la nit de la seva mort, ell també estava en el mateix bar, -tot i que no va beure res- i de retorn a casa seva, havia xocat contra alguna cosa; com era de nit i plovia intensament, no va poder trobar contra què i, suposant que havia atropellat un animal (era zona de cérvols) es va oblidar del tema.
Horroritzat per la possibilitat que un home innocent sigui condemnat, Justin li demana consell al seu padrí d'Alcohòlics Anònims, Larry, ja que aquest és advocat defensor. Larry li adverteix que, degut als seus antecedents per conduir sota els efectes de l'alcohol, ningú creurà que estava sobri, pel que seria empresonat. Larry afegeix que el jurat ha de prendre una decisió: Killebrew ha vinculat el cas a la seva campanya electoral i el jutjarà tantes vegades com sigui necessari, per la qual cosa aguantar i forçar un judici nul no salvarà a Sythe.
Justin decideix defensar un veredicte de no culpabilitat, utilitzant la seva pròpia història per demostrar que Sythe és capaç de canviar, però el defensor públic de Sythe, Eric Resnick, està sobrecarregat de feina i comet diversos errors, en no oferir una opinió mèdica competitiva i no plantejar preguntes sobre la mala visibilitat nocturna.
La majoria del jurat està a favor d'una condemna, i el detectiu retirat Harold proposa, a suggeriment de Justin, examinar el cas de prop, ja que el testimoni dels testimonis oculars podria no ser fiable. Un altre membre del jurat confirma que hi hauria hagut poca visibilitat, i un estudiant de medicina assenyala que les lesions de Kendall podrien ser conseqüència d'un atropellament i fugida, teoria amb la qual molts comencen a estar d'acord.
Harold trenca les regles del jurat al recopilar dades sobre les visites al taller de carrosseria després de la mort de Kendall i, l'endemà, diu que ha reduït la cerca a quinze vehicles, inclòs el de Justin. Quan es presenta aquesta informació, Justin revela estratègicament la investigació d'Harold al tribunal i el desqualifiquen del jurat.
Killebrew se sent cada cop més indecisa amb el cas, adonant-se que la policia va induir al testimoni a identificar Sythe en el judici. Malgrat el seu deure de sinceritat, es nega a retirar l'acusació. Es porta els registres de reparació i visita a cadascun dels propietaris dels vehicles.
El vehicle de Justin està a la llista, però registrat a nom de la seva esposa Ally, qui repeteix com un papagai la seva història falsa a Killebrew. Més tard, Ally es enfronta a Justin, qui admet haver estat al bar aquella nit, sense beure, i repeteix que va atropellar un cérvol, però en una altra carretera. Tot i ser escèptica, ja que està embarassada i ha patit un avortament espontani anteriorment, guarda silenci per protegir la seva família.
Després que un membre del jurat es negui a canviar el seu vot, Justin convenç la resta de votar a favor de la condemna, tot i que no està present quan es dóna el veredicte. Sythe és sentenciat a cadena perpètua sense llibertat condicional i Killebrew descobreix que Justin és el marit d'Ally.
Després de la sentència, Killebrew es reuneix amb Justin, qui suggereix vagament que si algú més va matar accidentalment Kendall, aquella persona no hauria de merèixer un càstig sever. Ella argumenta que, amb un home innocent condemnat, ja no es tracta d'un accident.
Justin assenyala que si Killebrew anés a per un altre assassí després d'haver pressionat tant perquè Sythe fos condemnat, perdria el seu lloc com a fiscal del districte i un "bon home" veuria la seva vida i la seva família destruïdes. Li implora que deixi el cas en pau i afegeix que Sythe tenia antecedents de violència.
Ally dóna a llum sense problemes, Killebrew és escollida fiscal del districte i Resnick mai segueix les pistes d'Harold. Justin ven el seu cotxe per destruir la seva connexió amb el crim, però mentre ell i Ally juguen amb la seva filla, Killebrew truca a la seva porta. Justin obre i ambdós es miren en silenci.

## Elenc
| Actor             | Personaje                                                                              |
| ----------------- | -------------------------------------------------------------------------------------- |
| Nicholas Hoult    | Justin Kemp, un periodista convocat per a fer de jurat.                                |
| Zoey Deutch       | Allison Crewson, esposa de Kemp i mestra d'escola local.                               |
| Toni Collette     | Faith Killebrew, l'advocada assistent del fiscal de districte que acusa el cas Carter. |
| Chris Messina     | Eric Resnick, el defensor públic que representa Sythe.                                 |
| J. K. Simmons     | Harold, un antic detectiu d'homicidis i membre del jurat.                              |
| Kiefer Sutherland | Larry Lasker, un advocat i padrí d'Alcohòlics Anònims de Kemp.                         |
| Gabriel Basso     | James Michael Sythe, el sospitós                                                       |
| Francesca Easwood | Kendall Carter, la víctima.                                                            |
| Leslie Bibb       | Denice Aldworth, la presidenta del jurat                                               |
| Amy Aquino        | Thelma Hollub, la jutgessa.                                                            |

## Producció

### Antecedents
Juror #2, va ser anunciada com la nova pel·lícula de Clint Eastwood, dos anys després de rebre crítiques decebedores pel seu anterior western Cry Macho (2021), el director —de 93 anys en el moment— va voler afrontar un últim projecte per a acomiadar-se de la indústria cinematogràfica amb el front enlaire. La cerca d'una història adequada va portar a Eastwood al guió escrit per Jonathan Abrams, que va romandre sense filmar-se a Hollywood durant més de 15 anys. Després de revisar el guió, agregar nous personatges secundaris i ajustar les edats d'alguns personatges.

### Preproducció
La preproducció va començar a finalitats de 2022, quan es va anunciar que Clint Eastwood havia fixat el projecte com la seva pròxima pel·lícula per a Warner Bros, on Eastwood ha estat desenvolupant els seus projectes durant gairebé 50 anys. En coproducció amb les companyies Dichotomy Films, Gotham Group i Malpaso Productions.
Eastwood també exercirà com a productor al costat d'Adam Goodman, Tim Moore i Jessica Meier, mentre que Ellen Goldsmith-Vein i Jeremy Bell exerceixen com a productors executius.

### Càsting
Al març de 2023, es va anunciar que Eastwood buscava a una jove estrella de Hollywood per al paper principal.
 
El mateix Eastwood va dirigir el procés de selecció; es va reunir amb diversos actors de primera fila a Hollywood i el 15 d'abril de 2023, va decidir que Hoult i Collette eren els candidats ideals per a interpretar als protagonistes. Va triar a Nicholas Hoult per al paper principal del jurat Justin Kemp, mentre que Toni Collette va vèncer a Charlize Theron en el procés de selecció per al paper de fiscal. Per a Collette i Hoult, seria el seu retrobament en pantalla gran 21 anys després d'interpretar a mare i fill en About a Boy (2002).
Zoey Deutch va ser triada al mes següent, com l'esposa de Justin Kemp. Per a Deutch i Hoult, seria la segona vegada que coincidissin en pantalla, després de treballar junts en la pel·lícula Rebel entre el sègol (2017). Kiefer Sutherland va ser triat per a interpretar al seu confident en alcohòlics anònims.
L'acusat en el cas d'assassinat és interpretat per Gabriel Basso, mentre que el paper del seu defensor públic va ser triat per Chris Messina.
Al juny de 2023 Leslie Bibb es va incorporar a l'elenc com a jurat. Al desembre de 2023, J. K. Simmons es va unir a l'elenc com a jurat, juntament amb Amy Aquino, Adrienne C. Moore, Cedric Yarbrough, Chikako Fukuyama i Onix Serrano que també protagonitzaran papers secundaris.

### Rodatge
El rodatge amb el camerògraf Yves Bélanger va començar a mitjan juny de 2023 i va tenir lloc en dues ciutats de l'estat de Geòrgia, en Pooler i en Savannah; també s'ha filmat a Los Angeles abans que se suspengués el rodatge el mes de juliol a causa de la vaga SAG-AFTRA de 2023. La producció es va reprendre al novembre després de la conclusió de la vaga.
Existeix una possibilitat que Jurat No. 2 es llanci en 2024. En part a causa del famós estil de direcció d'Eastwood, que generalment només filma una presa per a les seves escenes i és ràpid a la sala d'edició.

## Estrena
Juror #2 té previst la seva estrena mundial com a tancament de la 38a edició del festival de cinema AFI Fest el 27 d'octubre de 2024. A Espanya la pel·lícula s'estrenarà als cinemes el proper 31 d'octubre, un dia abans que als dels Estats Units, que serà l'1 de novembre de 2024, per Warner Bros. Pictures.

## Recepció

### Taquilla
Als Estats Units, la pel·lícula es va estrenar en 35 sales i va recaptar uns estimats 90.000 dòlars el seu primer dia i entre 260.000 i 270.000 dòlars durant el cap de setmana; Warner Bros. no va informar de les xifres oficials, per "salvar la cara" de Eastwood "evitant titulars negatius a taquilla". Internacionalment, la pel·lícula va recaptar 5 milions de dòlars de sis territoris durant el seu primer cap de setmana, incloent-hi 3,1 milions a França, on també va rebre bones crítiques per part dels crítics.

### Resposta crítica
Al lloc web agregador de ressenyes Rotten Tomatoes, el consens del lloc web diu: "Un thriller legal amb una gran consciència, Juror #2 és menys una síntesi de la destacada carrera com a director de Clint Eastwood que un altre record fantàstic de la seva habilitat per al drama clar i directe." Metacritic, indica "respostes generalment favorables".
Bilge Ebiri de Vulture va comentar que Juror #2 inverteix molts tòpics del gènere de drames judicials, escrivint que mentre que en un thriller legal ordinari, "el sistema sol prevaler" i "la justícia s'aconseguiria, fins i tot si calien uns quants intents més", el drama d'Eastwood és una pel·lícula "sobre com el sistema pot fallar, tot i que tothom intenta fer-ho millor". Va afegir que la perspectiva d'Eastwood es veu reflectida en el seu "creixent cinisme sobre l'eficàcia de les [institucions governamentals i legals]".
Diversos crítics van assenyalar que Juror #2 no s'ajusta a una narrativa política tradicional. Christian Zilko d'IndieWire va anomenar la pel·lícula "una de les millors pel·lícules d'estudi de 2024", escrivint que mentre que la pel·lícula "introduïx un respecte per la llei, l'ordre i el deure processal que sembla que s'adapta a un conservador de tota la vida, eventualment revela un patriotisme més apolític que és únicament Eastwoodià".Richard Brody de The New Yorker va estar d'acord en què, tot i que Eastwood és "un dels cineastes polítics més distintius i originals ... la política que [la pel·lícula] porta a la vida és essencialment, i de manera contundent, anti-política ... Eastwood tracta la celebritat com una eina diabòlica i veu el buit entre la publicitat i la realitat com una trampilla a l'infern".
Manohla Dargis de The New York Times va elogiar la pel·lícula i la interpretació de Hoult, però va comentar que les imatges eren més funcionals que impressionants. Peter Debruge de Variety va afegir que mentre que "com sempre, Eastwood respecta la nostra intel·ligència", la pel·lícula "està entre les més tranquil·les de les seves, prescindint de l'espectacle a favor de l'auto-reflexió".
Els cineastes Luca Guadagnino, Lance Oppenheim i Whit Stillman van citar Juror #2 com una de les seves pel·lícules preferides de 2024.